# Бая (Тулча)
Бая (рум. Baia) — село у повіті Тулча в Румунії. Адміністративний центр комуни Бая.
Село розташоване на відстані 206 км на схід від Бухареста, 51 км на південь від Тулчі, 61 км на північ від Констанци, 93 км на південний схід від Галаца.

## Населення
За даними перепису населення 2002 року у селі проживала 2881 особа. Рідною мовою 2876 осіб (99,8%) назвали румунську.
Національний склад населення села:
| Національність | Кількість осіб | Відсоток |
| -------------- | -------------- | -------- |
| румуни         | 2871           | 99,7%    |
| німці          | 6              | 0,2%     |